# Clorazepato

Clorazepato (clorazepato dipotásico) es una benzodiazepina la cual posee efecto ansiolítico, hipnótico, anticonvulsivante, sedante, relajante muscular y amnésico.

## Descripción
Fórmula molecular: C16H11ClK2N2O4, peso molecular: 408,9 g/mol. Polvo cristalino, blanco o ligeramente amarillo, prácticamente inodoro o con muy ligero olor, que se oscurece con la exposición a la luz. El clorazepato es envasado en forma de tabletas y de cápsulas para ser tomado por vía oral. La dosis más comúnmente recetada es tomarse entre 1 y 4 veces al día, puede tomarse con o sin alimentos.

Algunas marcas comerciales: ClorazeCaps, ClorazeTabs, GenENE, Tranxene, Tranxene-SD, Tranxilium®, Dorken

## Farmacodinamia
El clorazepato tiene un mecanismo de acción como el de las demás benzodiazepinas, es potenciar o facilitar la acción inhibidora del neurotransmisor ácido gammaaminobutírico (GABA), un neurotransmisor inhibidor que se encuentra en el cerebro, al facilitar su unión con el receptor GABAérgico. Ya que actúa como agonista del complejo receptor postsináptico GABA-Benzodiazepínico de tipo "A".

## Indicaciones terapéuticas
El clorazepato se usa para aliviar la ansiedad, neurosis, psicosis, para controlar la agitación causada por la abstinencia del alcohol y de otras drogas, crisis convulsivas y espásticas, insomnio por ansiedad o situaciones pasajeras de estrés, así como también se usa para tratar el síndrome del intestino irritable.
Como todos los medicamentos y más las benzodiazepinas, debe seguirse de forma muy estricta las indicaciones del médico, este medicamento es de empleo delicado. No es recomendable tomar este medicamento durante más de 4 meses ni tampoco dejar de tomarlo sin antes conversar con el médico. La suspensión repentina del medicamento puede empeorar la condición y provocar síntomas de abstinencia (estado de ansiedad, insomnio e irritabilidad). Este medicamento debe tomarse en forma regular para ser eficaz. El clorazepato puede provocar dependencia. Nunca debe usarse una dosis mayor, ni con más frecuencia, ni por más tiempo que lo prescrito por el médico. Con el tiempo o con el consumo excesivo, puede llegar a desarrollarse tolerancia haciendo que el medicamento sea menos eficaz.

## Interacciones
Efecto aumentado al ingerirse alcohol, neurolépticos, antidepresivos, hipnóticos, hipoanalgésicos, anticonvulsivos y anestésicos. No debe consumirse alcohol durante el tratamiento con alguna benzodiazepina. El consumo simultáneo de antiácidos puede retrasar mas no disminuir la absorción del clorazepato.

## Efectos secundarios
Los efectos secundarios del clorazepato son comunes e incluyen: 
- Somnolencia
- Mareos
- Cansancio
- Debilidad
- Sensación de sequedad en la boca
- Diarrea
- Malestar estomacal
- Cambios en el apetito